# Rightangle Peak
Rightangle Peak är en bergstopp i Antarktis. Den ligger i Västantarktis. Inget land gör anspråk på området. Toppen på Rightangle Peak är 1 195 meter över havet.
Terrängen runt Rightangle Peak är huvudsakligen kuperad, men åt sydväst är den platt. Trakten är obefolkad. Det finns inga samhällen i närheten. 